# Ontario (pomme)
Pour les articles homonymes, voir Ontario (homonymie).

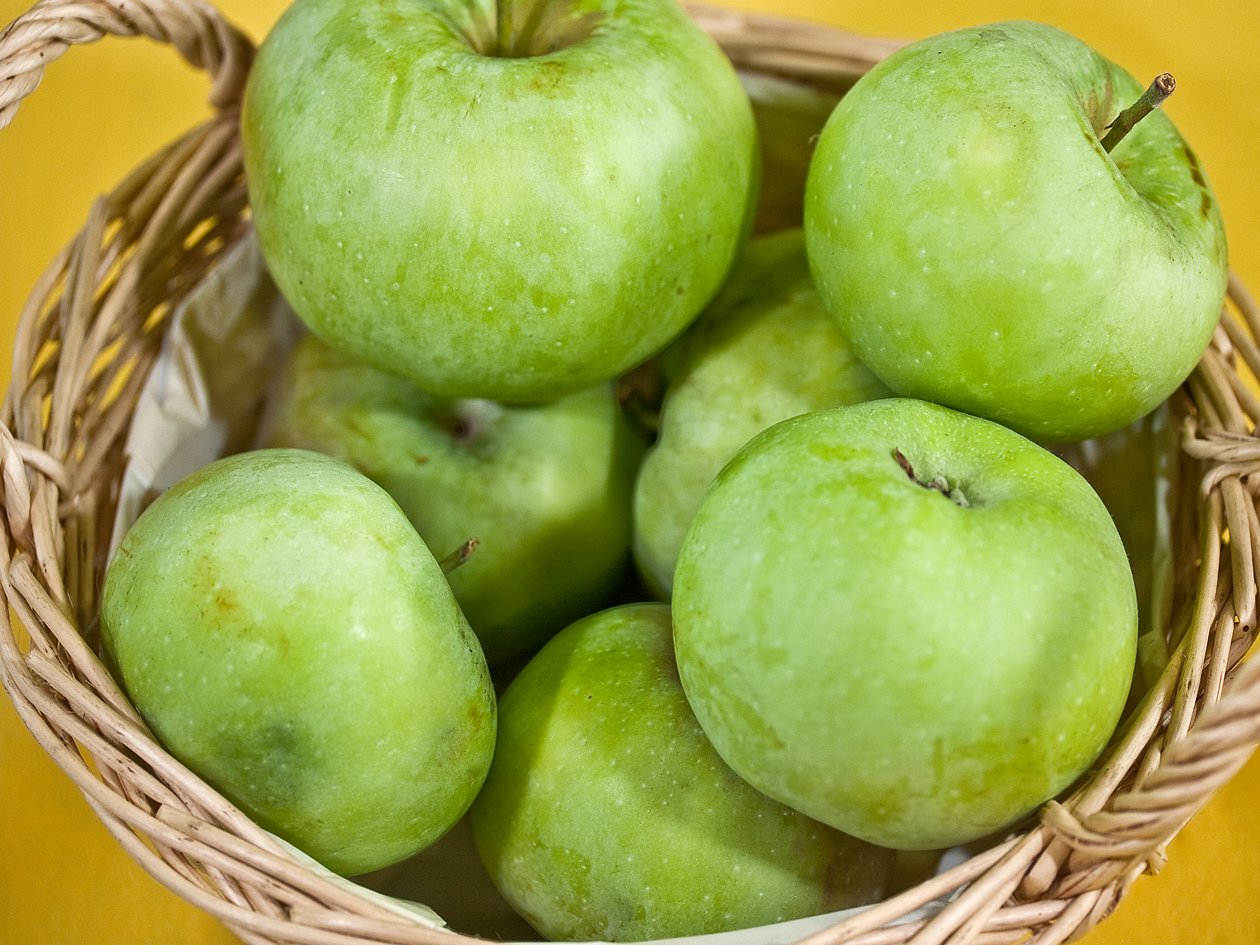
Pommes Ontario

Ontario est un cultivar de pommier domestique.
Nom botanique: Malus domestica Borkh Ontario

## Description du fruit
- Calibre : grosse pomme
- Épicarpe : rouge-verte
- Goût : acidulé
- Chair : délicate et fondante.
- Usage : principalement pour pâtisserie mais aussi à couteau et à cuire.
- Santé : riche en vitamine C

## Origine
Cultivar issu du croisement Wagener x Northern Spy.
Obtenu au Canada, par Charles Arnold .
Distribué vers 1873.

## Pollinisation
- Groupe de floraison : C (mi-saison).
- S-génotype : S1S8 [2]. (Il existe des cultivars tétraploïdes)

## Culture
- Type de fructification : spur[3]
- Récolte : fin octobre
- Consommation : pomme d'hiver, de décembre à mai
- Vigueur du cultivar: moyenne (T2)[4].